# 安东·诺维科夫
安东·诺维科夫（1987年8月26日—）是一名吉尔吉斯斯坦现代五项运动员，身高1.8米，体重80千克。曾参加2010年广州亚运会现代五项比赛，并获得男子个人第十一名和男子团体第四名。